# Christopher Burton
Christopher Burton (Toowoomba, 22 novembre 1981) è un cavaliere australiano.

## Palmarès
- Giochi olimpici

Rio de Janeiro 2016: bronzo nel completo a squadre.
Parigi 2024: argento nel completo individuale.